# A Cidade e as Estrelas
A Cidade e as Estrelas é um livro do escritor britânico Arthur C. Clarke, de 1956 (The City and the Stars, em Inglês).
Em A Cidade e as Estrelas a humanidade conquistou o Universo para em seguida abrir mão dele e recuar para um último enclave utópico na superfície da Terra devastada. Diaspar é a última cidade humana, construída para funcionar como um computador que prevê todas as necessidades de seus cidadãos — eles mesmos reduzidos a informações digitais na "matrix" de seus Bancos de Memória.
A hipertecnologia de Diaspar manipula a matéria, o tempo e o espaço. Mas os limites da cidade eterna, seus muros mais exteriores, são intransponíveis e foram erguidos também nas mentes de seus cidadãos.
Assim tem sido há um bilhão de anos. Até que Alvin, o único homem a nascer em Diaspar há um milhão de anos, lança-se à tarefa de deixar para trás os muros da cidade e descobrir o que existe além dos desertos — e além da própria Terra.